# Лангадия
Лангадия (на гръцки: Λαγκάδια) е село в Република Гърция, област Пелопонес, дем Гортиния. Лангадия има население от 704 души. До 2011 година селото е център на дем Лангадия в ном Аркадия.

## Личности
Родени в Лангадия
- Панайотис Гардикас (1875 – 1969), гръцки военен и революционер
- Теодорос Делиянис (1820 – 1905), гръцки политик